# The Compleat Tom Paxton
The Compleat Tom Paxton är ett livealbum, ursprungligen utgivet som en dubbel-LP, av den amerikanske musikern Tom Paxton, 1971. Albumet är producerat av Keith Holzman och Milton Okun och var Paxtons sista album som gavs ut på skivbolaget Elektra Records. Det spelades in på The Bitter End i New York 10 juni - 13 juni 1970.
13 juli 2004 gavs albumet ut på CD med sex bonusspår i en begränsad upplaga på 2500 exemplar på skivbolaget Rhino Handmade, fast då under namnet The Compleat Tom Paxton [Even Compleater]. Stavningen av ordet compleat är en ålderdomlig form som ofta används för att vara vitsig, och böjningsformen compleater är ännu vitsigare.

## Låtlista
Samtliga låtar skrivna av Tom Paxton

### LP 1/CD 1
1. "Clarissa Jones"
2. "The Things I Notice Now"
3. "Jennifer's Rabbit"
4. "I Give You the Morning"
5. "The Marvelous Toy"
6. "Leaving London"
7. "Angie"
8. "All Night Long"
9. "Bayonet Rap"
10. "Talking Vietnam Pot Luck Blues"
11. "Jimmy Newman"
12. "Outward Bound"
13. "Morning Again"
14. "Can't Help But Wonder Where I'm Bound"
15. "My Lady's a Wild Flying Dove"
16. "Now That I've Taken My Life"
17. "About the Children"
18. "Ballad of Spiro Agnew"
19. "Mr. Blue"
20. "Wish I Had a Troubadour"

### LP 2/CD 2
1. "Whose Garden Was It"
2. "Saturday Night"
3. "Uncle Jack"
4. "Forest Lawn"
5. "Annie's Going to Sing Her Song"
6. "Icarus"
7. "Ev'ry Time (When We Are Gone)"
8. "Cindy's Crying"
9. "Hooker"
10. "Ramblin' Boy"
11. "The Last Thing on My Mind"

1-6 på CD 2 är bonusspår på CD-utgåvan som gavs ut 2004.